# Lester B. Pearson
Lester Bowles "Mike" Pearson OM CC OBE PC PC, kanadski profesor, državnik, športnik, diplomat, nobelovec, * 23. april 1897, Toronto † 27. december 1972, Ottawa, Kanada. 
Leta 1957 je prejel Nobelovo nagrado za mir za organizacijo zasilnih operativnih oboroženih sil Združenih narodov za reševanje Sueške krize. Bil je tudi ministrski predsednik Kanade od 22. aprila 1963 do 20. aprila 1968 kot voditelj dveh manjšinskih vlad, ki so znane po mnogih reformah.
Med Pearsonovo vlado je ponudil zakonodajo splošne zdravstvene oskrbe, študentskih posojil, Kanadin pokojninski načrt, ponudil je tudi  zastavo Kanade z javorjevim listom. Njegovi liberalni vladi je uspela tudi reforma kanadskih oboroženih sil. Odpravi smrtno kazen de facto, dokončno pa se ukine kazen leta 1976. Zaradi pomembnega dela v Združenih narodih je v zgodovino zaveden kot eden pomembnejših Kanadčanov 20. stoletja. Veliko je vlagal tudi v svoje naslednike.

## Zgodnja leta
Pearson je bil rojen v Newtonbrook v mestu York, Ontario (zdaj del Toronta), sin Annie Sarah (roj. Bowles) in Edwina Arthurja Pearsona, duhovnika metodistične cerkve (kasneje tudi United Church of Canada).
Na univerzi v Torontu je postal znan kot športnik zelo uspešne rugby lige, igra tudi dobro košarko. Kasneje je kot štipendist igral za univerzo Oxford hokej za ekipa, ki je zmagala prvi Spenglerjev pokal leta 1923. Pearson se je odlikoval tudi v bejzbolu in lacrossu v mladosti, in igral golf in tenis v starosti. V mladosti je bil obetaven bejzbolist.

## Prva svetovna vojna
Ko nastopi vetovna vojna leta 1914 se Pearson prostovoljno javi za zdravstvenega tehnika v oddelku Torontovske medicinske enote v bolnišnični enoti univerze. Leta 1915 je del nabora zdravstvene oskrbe v tujini, najprej kot prostak, nato postane evidentiran kot častnik. Služi v Egiptu in Grčiji, za kratek čas je bil desetar in zdravstveni uslužbenec v srbski vojski. Leta 1917 ga preselijo na Royal Flying Corp, britansko letalsko enoto, kjer je služil kot častnik do vrnitve v domovino po dveh nesrečah. Pearson se je naučil leteti z letalom med usposabljanjem v Angliji. Preživel je uničenje letala že v na prvem letu. Pridobil je ime Mike kot pozivno ime, ki je ostalo njegovo zasebno ime tudi po vojni med prijatelji in družino.

## Med vojnama
Po vojni je diplomiral v Torontu leta 1919. Nekaj časa se je ukvarjal s poslovanjem podjetja za pakiranje mesa, a se vrnil nazaj na študij, kjer se prične ukvarjati z novejšo zgodovino, ti tudi diplomira in magistrira v Oxfordu. Pričenja učiti moderno zgodovino kot profesor v univerzi v Torontu, trenira tudi študente nogometa in hokeja. Leta 1925 se je poročil s študentko Maryon Moody (1901-89). Skupaj sta imela eno hčerko, Patricio, in enega sina, Geoffreya.

## Diplomat
Leta 1927 z odliko opravi preizkus iz znanja za vstop v upravo ministrstva za zunanje zadeve. Odprejo mu tako priložnosti, da se ukvarja z dvemi pomembnimi komisijami dominiona, nakar napreduje in preide v London v poznih tridesetih letih dvajsetega stoletja. Tu ostane tudi v obdobju druge svetovne vojne kot del predstavništva Kanade, celo drugi najvišji predstavnik Kanade v vojnem obdobju, odgovarjal je za zaloge in begunske težave pod visokim komisarjem za Kanado Vincentom Masseyem.
Napreduje v kanadsko ambasado v ZDA leta 1943, 1. januarja 1945 postane tudi drugi imenovani ambasador Kanade v ZDA in ostane na tem položaju do septembra 1946.
Pearson je pomembno deloval v ustanovi tako Združenih Narodov in Organizacije severnoatlantske Pogodbe. Pearson  bi skoraj postal prvi Generalni Sekretar Združenih Narodov leta 1945, ampak ta poteza prejela veto s strani Sovjetske zveze.

## Nobelova nagrada za mir
Leta 1957 je za svojo vlogo v reševanju sueške vojne preko Združenih Narodov Pearson prejel Nobelovo nagrado za mir. Izbirna komisija je zatrdila, da je Pearson "rešil svet," vendar so tedanji kritiki trdili, da je izdal domovino in poškodoval vezi med Združenem kraljestvom in Kanado. Gospodarski in strateški interesi mnogih držav so bili prepleteni v zvezi s Sueškim kanalom. United Nations Emergency Force, začasne vojaške sile namenjene interesom Združenih narodov, so bile izrazito Pearsonov koncept, ki je postal ključen za nastanek dolgo časa modernega načina ohranjanja miru. Posledica takšnega delovanja je tudi nastanek Varnostnega sveta Združenih Narodov. Njegovo Nobelovo nagrado za mir je možno videti, saj je razstavljena v sprednji preddverju Lester B. Pearson stavbe, sedeža Ministrstva za zunanje zadeve in mednarodno trgovino v Ottawi.
Za časa življenja je bil prejemnik mnogih častnih doktoratov, velja tudi za pomembnega športnega delavca.